# Fluoksetin
Fluoksetin (Prozak, Sarafem) je antidepresiv iz klase selektivnih inhibitora preuzimanja serotonina (SSRI). Njega proizvodi i prodaje Eli Lili i kompanija. U kombinaciji sa olanzapinom je poznat kao simbiaks.Fluoksetin je odobren za lečenje kliničke depresije (što obuhvata pedijatrijsku depresiju), opsesivno-kompulzivni poremećaj (kod odraslih i dece), bulimiju, panični poremećaj i predmenstrualni disforični poremećaj. On je takođe korišten za katapleksiju, gojaznost, i alkoholnu zavisnost.
Uprkos dostupnosti novijih lekova, fluoksetin je zadržao izuzetnu popularnost. Preko 22,2 miliona recepata za generičke formulacije fluoksetina je ispunjeno u SAD-u 2007, što ga čini trećim najviše propisivanim antidepresivom, posle sertralina (SSRI koji je postao generički lek 2006) i escitaloprama (ne-generičkog SSRI).

## Nuspojave
Seksualna disfunkcija je uobičajena nuspojava SSRI lekova. Specifično, nuspojave su obično poteškoće sa nadražajem, erektilna disfunkcija, nedostatak interesa za seks, i anorgazmija (problem dostizanja orgazma). Genitalna anestezija, gubitak ili umanjenje responsa na seksualni stimulus, i ejakulatorna anhedonija su takođe moguće. Mada su obično reverzibilne, te seksualne nuspojave mogu da traju mesecima i godinama. To je poznato kao post SSRI seksualna disfunkcija.

## Spoljašnje veze
- Psihijatrijske činjenice
- Biografija Davida Vonga, jednog od izumitelja Prozaka
- Biografija Brajana Moloja, jednog od izumitelja Prozaka
- Problem s Prozakom
- Informacije o leku

|  | Molimo Vas, obratite pažnju na važno upozorenje u vezi sa temama iz oblasti medicine (zdravlja). |